# トム・レーマン
トム・レーマン（Tom Lehman, 1959年3月7日 - ）は、アメリカ・ミネソタ州オースティン出身のプロゴルファーである。1996年の全英オープン優勝者で、この年にPGAツアーの年間賞金王（賞金ランキング1位）になった。1997年4月21日-27日の1週間のみであったが、世界ランキング1位のポジションにいたこともあった。これまでにPGAツアーで通算5勝、国際試合で2勝を挙げているが、1993年に日本の「カシオ・ワールド・オープン」で優勝したこともある。「トム・リーマン」の表記揺れも多い。
1982年にプロ入り。レーマンは下積み生活が長かった人で、PGAツアーの初優勝はプロ入りから12年後、1994年の「メモリアル・トーナメント」であった。その前年、1993年の「カシオ・ワールド・オープン」で優勝している。1996年がレーマンのゴルフ経歴の最盛期で、7月の第125回全英オープンでメジャー大会初優勝を飾った。開催コースは「ロイヤルリザム・アンド・セントアンズ」（パー71）であったが、レーマンの優勝スコアは 13 アンダーパー（-13, 271ストローク）で、2位に2打差をつけての優勝であった。この年は年間最終戦の「ザ・ツアー選手権」でも優勝した。レーマンはこの優勝により、初めてPGAツアーの賞金王となり、1996年度の「年間最優秀選手」にも選出された。1996年度末の世界ランキングでは、1位はグレグ・ノーマンで、レーマンは2位であった。
1997年の年間開幕戦「メルセデス選手権」は、試合中の雨のため54ホール（3日分の競技）に短縮され、レーマンは前年8月末にプロ転向したばかりのタイガー・ウッズとプレーオフを戦うことになった。ウッズは1996年10月にいきなり2勝を挙げて初出場を決めた。プレーオフの1ホール目（パー3のホールを使用）で、レーマンが第1打を池に落としてしまう。21歳になったばかりのウッズは第1打をピンそばにぴたりと寄せ、この大舞台でいきなり優勝してしまった。3ヶ月後のマスターズで、ウッズはいきなり最年少でメジャー大会初優勝を飾る。レーマン自身はマスターズでは12位に終わったが、翌週の「MCIクラシック」で4位に入ったことにより、4月21日に初めて世界ランキング1位になった。しかし、レーマンの世界1位の座はこの1週間だけで終わってしまう。続く全米オープンで、レーマンは優勝争いに加わりながらも3位にとどまった。1997年度末の世界ランキングでは、レーマンは一気に8位まで転落している。その後、2000年1月末に「フェニックス・オープン」でツアー5勝目を挙げたが、それ以後は何度かの優勝争いに敗れている。
2006年に行われたアメリカ代表チームとヨーロッパ選抜チームによる団体戦「ライダーカップ」では、レーマンがアメリカ代表チームのキャプテンを務めた。

## ツアー優勝歴
- 1993年：カシオワールドオープンゴルフトーナメント
- 1994年：メモリアル・トーナメント
- 1995年：コロニアルナショナルインビテーション
- 1996年：全英オープン、ザ・ツアーチャンピオンシップ
- 1997年：Gulfstream Loch Lomond World Invitational
- 2000年：フェニックス・オープン
- 2009年：レジェンズ・オブ・ゴルフ
- 2010年：全米プロシニア
- 2011年：アリアンツ選手権、ミシシッピガルフリゾートクラシック、リージョンズ・トラディション
- 2012年：リージョンズ・トラディション、チャールズ・シュワブ・カップ選手権
- 2014年：エンコンパス選手権
- 2015年：SAS選手権